# Kamal Abu-Deeb
Kamal Abu-Deeb ou Kamal Abū Dīb (en arabe : كمال أبو ديب) est un critique littéraire syrien, né à Safita en 1942.

## Biographie
Après avoir étudié à l'Université de Damas, il continue ses études à l'Université d'Oxford et il devient finalement professeur à l'Université de Londres.

## Publications

### En anglais
- (en) Al-Jurjānī's theory of poetic imagery [« La théorie des images poétiques d'al-Jurjani »], Warminster, Aris & Phillips, coll. « Approaches to Arabic literature » (no 1), 1979, x-341.
- (en) « Literary Criticism », dans Julia Ashtiany, T. M Johnstone, J. D. Latham et R. B. Serjeant (dir.), The Cambridge History of Arabic , Cambridge, Cambridge University Press, 1990 (ISBN 9781139424905, DOI 10.1017/CHOL9780521240161.022), p. 339-387.
- Al-Bayan : English-Arabic Dictionary, Basingstoke, Macmillan Education, 1991, 324 p. (ISBN 0-333-38737-6).
- (en) In celebration of difference : An inaugural lecture delivered on 11 November, 1993, Londres, School of Oriental and African Studies (Université de Londres), 1995, 45 p. (ISBN 0-7286-0246-6).
- Participation à (en) Julie Scott Meisami (dir.) et Paul Starkey (dir.), Routledge Encyclopedia of Arabic Literature, Londres, Routledge, 1998, 857 p. (ISBN 0-415-06808-8). Articles « Adūnis » (57-59), « Ḥāwī, Khalīl (en) » (277), « al-Khāl, Yūsuf (en) » (429-430), « al-Māghūt, Muḥammad » (488-489) et « Saʿid, Khalida » (677).
- (en) Warlods and merchants : the Lebanese business and political establishment, Reading, Ithaca, 2004, 333 p. (ISBN 0-86372-297-0).
- (en) The imagination unbound : Al-Adab al-'Aja'ibi and the literature of the fantastic in the Arabic Tradition, Londres, Saqi, 2007, 163 p. (ISBN 978-0-86356-636-3 et 0-86356-636-7).

### En arabe
- (ar) جدليّة الخفاء والتجلّي : دراسات بنيويّة في الشعر (Jadaliyyat al-khafāʾ wa al-tajallī : dirāsāt binyawiyyat fī al-shiʿr), Beyrouth, دار العلم للملايين (Dār al-ʿilm li-l-malāyīn),‎ 1984, 312 p. (BNF 42272264).